# Hasan Ali Kaldirim
Hasan Ali Kaldırım (Neuwied, Alemania, 9 de diciembre de 1989) es un futbolista turco. Juega de defensa y su equipo es el Ankaragücü de la Superliga de Turquía.

## Clubes
| Club                       | País     | Año       |
| -------------------------- | -------- | --------- |
| 1. F. C. Kaiserslautern II | Alemania | 2008-2009 |
| 1. F. S. V. Maguncia 05 II | Alemania | 2009-2010 |
| Kayserispor                | Turquía  | 2010-2012 |
| Fenerbahçe S. K.           | Turquía  | 2012-2020 |
| Estambul Başakşehir F. K.  | Turquía  | 2020-2023 |
| Ankaragücü                 | Turquía  | 2023      |
| Kayserispor                | Turquía  | 2023-     |

## Palmarés

### Títulos nacionales
| Título               | Club             | País    | Año  |
| -------------------- | ---------------- | ------- | ---- |
| Copa de Turquía      | Fenerbahçe S. K. | Turquía | 2013 |
| Superliga de Turquía | Fenerbahçe S. K. | Turquía | 2014 |
| Supercopa de Turquía | Fenerbahçe S. K. | Turquía | 2014 |